# Taenaris rosseli
Taenaris rosseli är en fjärilsart som beskrevs av Hans Fruhstorfer 1905. Taenaris rosseli ingår i släktet Taenaris och familjen praktfjärilar. Inga underarter finns listade i Catalogue of Life.